# Eckerö-Hammarlands församling

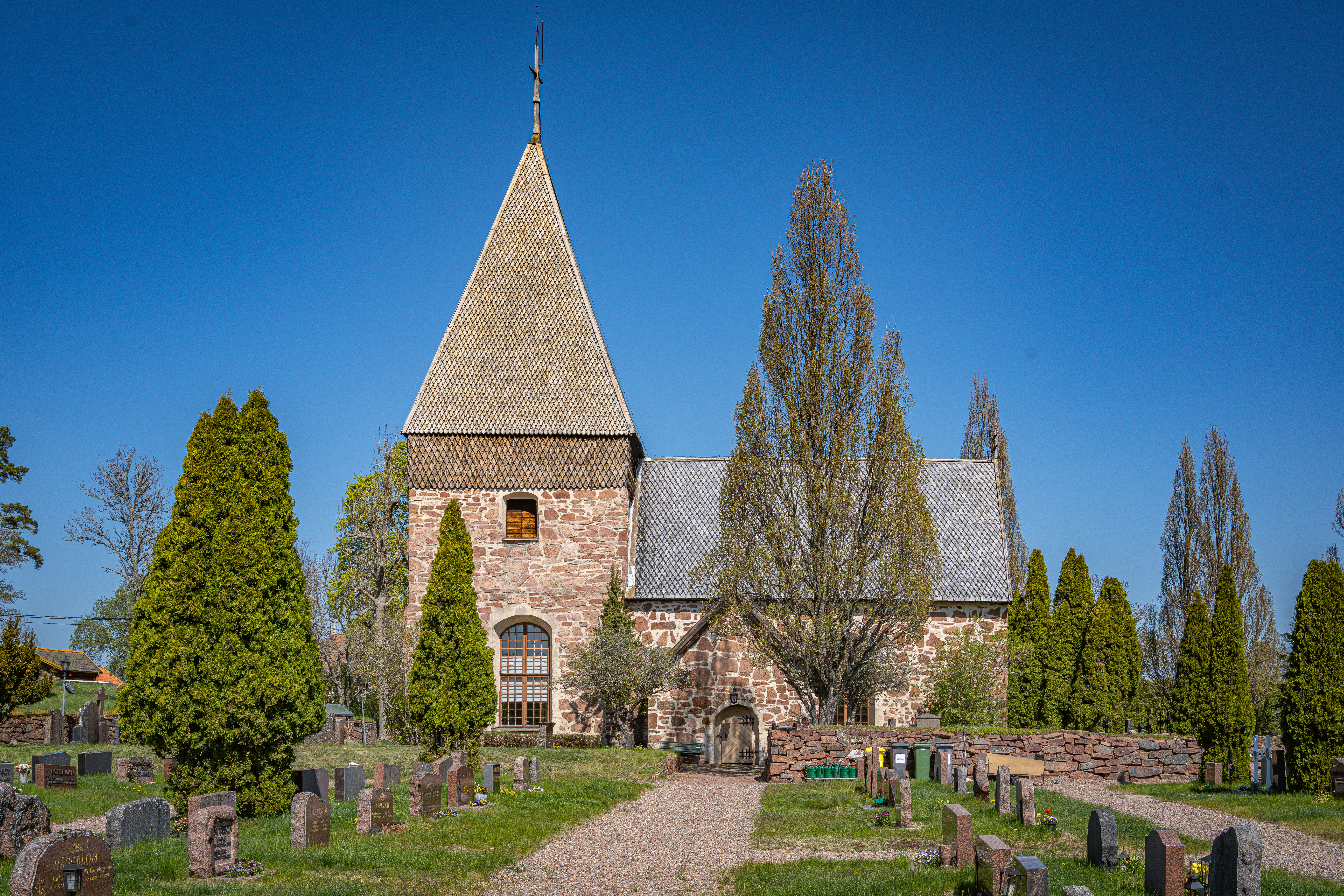
Eckerö kyrka, belägen i Kyrkoby, Eckerö. 19 maj 2024.

Eckerö-Hammarlands församling är en församling i Ålands prosteri inom Borgå stift i Evangelisk-lutherska kyrkan i Finland. Den omfattar samma område som kommunerna Eckerö och Hammarland. Församlingen tillkom den 1 januari 2022 genom en sammanslagning av Eckerö församling och Hammarlands församling.
I församlingen finns två kyrkor: Eckerö kyrka och Hammarlands kyrka, bägge av medeltida ursprung.